# Kponyugo

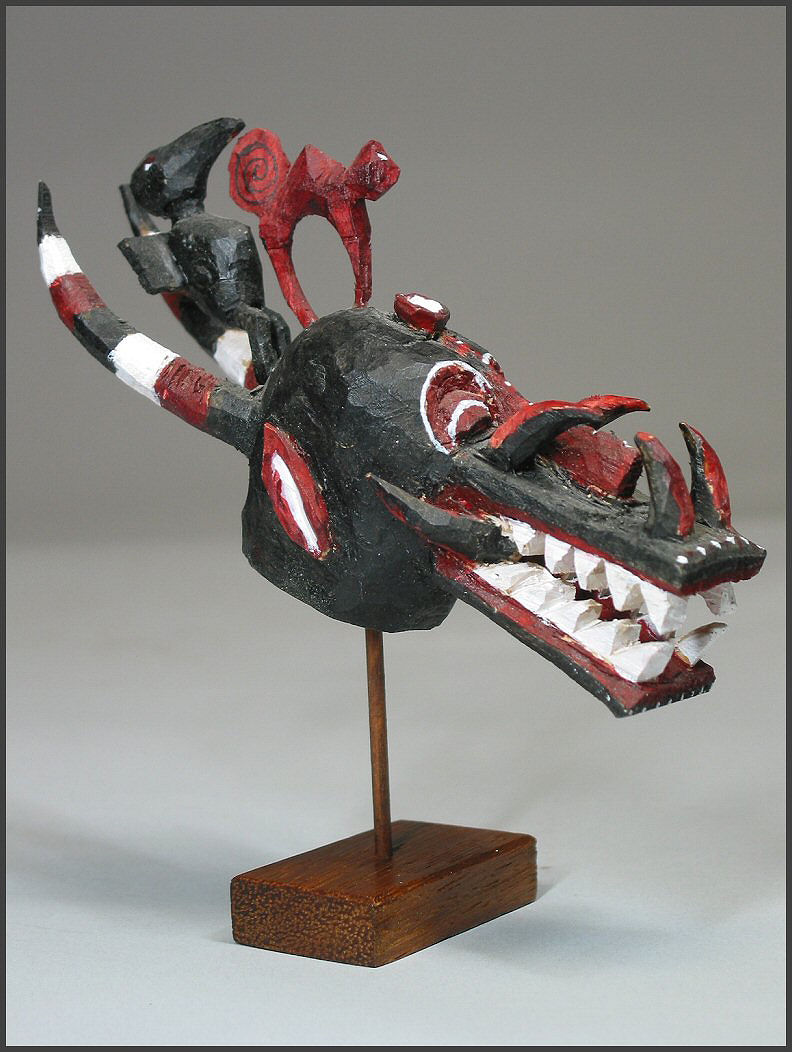
Un masque kponyugo

Le kponyugo (ou kponyungo) est un masque rituel créé par le peuple sénoufo, un groupe ethnolinguistique résidant en Côte d'Ivoire en Afrique.

## Usage
Les masques kponyugo sont utilisés lors des cérémonies funéraires. A cette occasion, un membre de chaque organisation Poro participante porte un masque et tambourine à côté de la maison du défunt ou de la maison appartenant au groupe lignager décédé. Le but est de capturer l'esprit du défunt pour l'empêcher d'errer librement, au risque dans le cas contraire de ramener le chaos originel au peuple Sénoufo.
Ces masques ressemblent généralement à la tête d'une antilope à sa base. Les cornes d'antilope et les défenses de phacochère sont l'attribut le plus important et le plus commun des masques. Parfois, des piquants de porc-épic et des plumes « magiques » sont insérés dans la bouche et le museau. Les masques peuvent également contenir des images inscrites d'oiseaux tels que l'aigle pêcheur africain, la pie-grièche ou le calao, mangeant un caméléon attaché à une tasse. On dit que la coupe symbolise un récipient pour les herbes magiques. Beaucoup de ces images ont une signification symbolique inconnue.